# په کارسلین
په کارسلین (انگلیسی: Pepe Carcelén؛ زادهٔ ۲۹ آوریل ۱۹۵۵) بازیکن فوتبال اهل اسپانیا است.
از باشگاه‌هایی که در آن بازی کرده‌است می‌توان به باشگاه فوتبال آلباسته بالومپیه اشاره کرد.